# Marjorie Lawrence
Marjorie Lawrence   (Victòria, 17 de febrer de 1909 - Little Rock, 13 de gener de 1979) va ser una soprano dramàtica australiana, particularment destacada com a intèrpret d'òperes de Richard Wagner.

## Biografia
Quan era jove va guanyar nombrosos concursos de cant, i va marxar a París a estudiar amb Cécile Gilly. El 1932 va debutar a Montecarlo com a Elisabeth en l'òpera Tannhäuser de Wagner. El 1933 va fer la seva primera actuació a l'Òpera Garnier de París, interpretant Ortrud a Lohengrin al costat de Germaine Lubin; aquell mateix any va fer l'estrena mundial de l'obra de Joseph Canteloube, Vercingétorix.
El 1935, va debutar al Metropolitan Opera de Nova York interpretant el paper de Brunilda a La Valquiria, i a l'any següent va interpretar l'escena de la immolació a Götterdämmerung on apareix cavalcant en el seu cavall i anant cap a les flames, com pretenia Wagner, fent d'ella una de les poques sopranos que ho ha fet.
El 1936 va debutar en el Teatre Colón de Buenos Aires fent l'Ortrud de Lohengrin, com Kundry a Parsifal, Senta a L'holandès errant i a Castor i Polux de Rameau. Va retornar el 1940 fent La Valquiria, Kundry i Salomé dirigida per Erich Kleiber.

## Malaltia i autobiografia
El 1941, durant una actuació a Mèxic, va descobrir que no podia romandre dempeus. Patia la polio, i com a resultat de la malaltia va quedar discapacitada, i necessità cadira de rodes. Va intentar tornar a l'escenari, però estava limitada per la seva falta de mobilitat. El 1946, a Patís, va fer una interpretació d'Amneris en l'òpera de Giuseppe Verdi Aida, però finalment Lawrence es va retirar, i va començar a treballar com a mestra.
És coneguda especialment per les seves interpretacions de les òperes de Wagner, però va interpretar altres obres, entre elles l'òpera de Richard Strauss Salomé i Carmen de Georges Bizet. Va fer diversos enregistraments, en la seva major part d'obres de Wagner. Va cantar al costat de grans figures de l'època com Kirsten Flagstad, Lauritz Melchior, Lotte Lehmann i Germaine Lubin.
El 1949 va publicar la seva autobiografia "Melodia interrompuda", portada al cinema el 1955 amb Eleanor Parker com a protagonista –que va rebre una nominació a l'Oscar pel seu treball–, i Glenn Ford. La veu que s'escolta pertany a la soprano nord-americana Eileen Farrell.

## Discografia de referència
- Recital (àries de Reyer, Wagner i Strauss)
- Wagner - Der fliegende Holländer (Busch 1936/Destal, Kipnis, Maison)
- Wagner - Die Götterdämmerung (Bodanzky 1936/Melchior, Schorr, Manski, Hofmann, Habich)
- Wagner - Lohengrin (Bodanzky 1935/Lehmann, Melchior, Schorr, List, Huehn)
- Wagner - Tannhäuser (Breisach 1944 /Melchior, kipnis, Varnay)
- Wagner - Die Walküre (Bodanzky 1935- 1937/Lawrence [Brünnhilde], Flagstad [Sieglinde], Melchior, Schorr, Thorborg, Hofmann)
- Wagner - Die Walküre (Leinsdorf 1940/Flagstad [Brünnhilde], Lawrence [Sieglinde], Melchior, Huehn, Branzell, List)
- Wagner - Die Walküre (Leinsdorf 1940/Lawrence [Brünhilde], Lehmann [Sieglinde], Melchior, Schorr, Thorborg, List)
- Wagner - Die Walküre (Kleiber 1940/Lawrence [Brünnhilde], Irene Jessner [Sieglinde], Stevens, Maison, List, Janssen)